# Cancrinae
Cancrinae – podrodzina skorupiaków z infrarzędu krabów i rodziny Cancridae.
Kraby te mają karapaks z 5 kolcami na krawędzi frontalnej, dwoma szczelinami na każdej krawędzi orbitalnej i licznymi kolcami na krawędziach przednio-bocznych. Podział karapaksu na regiony może być zaznaczony w różnym stopniu, a ich powierzchnia może być gładka, ziarenkowana lub guzkowana. Krawędzie tylna i tylno-boczne są całobrzegie lub obrzeżone, a te ostatnie niekiedy wyposażone w 1–2 kolce. Zarówno propodity jak i palce szczypców bywają od krótkich i wysokich po długie i smukłe. Sternum tych krabów jest w obrysie trójkątne, a ostatnia para pereiopodów nie jest przekształcona w odnóże pławne.
Należy tu 6 rodzajów współczesnych i 2 wymarłe:
- Anatolikos Schweitzer et Feldmann, 2000
- †Anisospinos Schweitzer et Feldmann, 2000
- Cancer Linnaeus, 1758
- Glebocarcinus Nations, 1975
- Metacarcinus A. Milne-Edwards, 1862
- †Notocarcinus Schweitzer et Feldmann, 2000
- Platepistoma Rathbun, 1906
- Romaleon Gistel, 1848